# Pilgrims Hatch
Pilgrims Hatch – wieś w Anglii, w hrabstwie Essex, w dystrykcie Brentwood. Leży 18 km na południowy zachód od miasta Chelmsford i 33 km na północny wschód od Londynu. Miejscowość liczy 5000 mieszkańców.